# Elecciones estatales de Chiapas de 2024
Las elecciones estatales de Chiapas de 2024 se llevaron a cabo el domingo 2 de junio de 2024, y en ellas se renovaron los titulares de los siguientes cargos de elección popular del estado mexicano de Chiapas:
- Gobernador del Estado: Titular del poder ejecutivo del Estado, electo para un periodo de seis años no reelegibles en ningún caso. El candidato electo es Eduardo Ramírez Aguilar.
- 40 diputados estatales: 24 diputados electos por mayoría relativa y 16 designados mediante representación proporcional para integrar la LXIX Legislatura.
- 124 ayuntamientos: Compuestos por un presidente municipal, un síndico y sus regidores, electos para un periodo de tres años.

## Organización

### Partidos políticos
En las elecciones estatales tienen derecho a participar trece partidos políticos. Siete son partidos políticos nacionales: Partido Acción Nacional (PAN), Partido Revolucionario Institucional (PRI), Partido de la Revolución Democrática (PRD), Partido del Trabajo (PT), Partido Verde Ecologista de México (PVEM), Movimiento Ciudadano (MC) y Movimiento Regeneración Nacional (MORENA). Y seis partidos políticos locales: Partido Chiapas Unido, Podemos Mover a Chiapas, Partido Encuentro Solidario de Chiapas, Redes Sociales Progresistas de Chiapas, Fuerza por México Chiapas y Partido Popular Chiapaneco.
El 5 de enero de 2024 el Instituto Electoral de Participación Ciudadana de Chiapas canceló el registro del Partido Popular Chiapaneco debido a que no había cumplido con el umbral mínimo de votos requeridos en la elección estatal de 2021 para conservar su acreditación como partido estatal. El mismo instituto también le negó al partido nacional Fuerza por México el derecho a establecerse como partido estatal en Chiapas debido a que tampoco había cumplido con el número mínimo de votos para obtener la acreditación.
El 13 de marzo del mismo año, el Tribunal Electoral del Poder Judicial de la Federación revirtió la decisión del Instituto Electoral y ordenó concederle el registro a ambos partidos debido a que la ley estatal sólo contempla la pérdida de registro tras haberse ejecutado todas las elecciones extraordinarias vinculadas a la elección ordinaria. En el caso de la elección de 2021, nunca se pudieron llevar a cabo las elecciones ordinarias ni extraordinarias para los municipios de Honduras de la Sierra y Frontera Comalapa, de forma que nunca se cumplieron las condiciones para negarle el registro a ambos partidos.

### Distritos electorales
Para la elección de diputados de mayoría relativa del Congreso del Estado de Chiapas el estado se divide en 24 distritos electorales. La distritación electoral vigente fue publicada por el Instituto Nacional Electoral en diciembre de 2022.
| Distrito | Cabecera                   | Municipios | Mapa |
| -------- | -------------------------- | ---------- | ---- |
| 1        | Tuxtla Gutiérrez           | 1          |      |
| 2        | Tuxtla Gutiérrez           | 5          |      |
| 3        | Chiapa de Corzo            | 8          |      |
| 4        | Yajalón                    | 5          |      |
| 5        | San Cristóbal de Las Casas | 1          |      |
| 6        | Comitán de Domínguez       | 4          |      |
| 7        | Ocosingo                   | 3          |      |
| 8        | Simojovel                  | 8          |      |
| 9        | Palenque                   | 4          |      |
| 10       | La Trinitaria              | 4          |      |
| 11       | Bochil                     | 14         |      |
| 12       | Pichucalco                 | 13         |      |
| 13       | Tuxtla Gutiérrez           | 1          |      |
| 14       | Cintalapa                  | 3          |      |
| 15       | Tonalá                     | 5          |      |
| 16       | Huixtla                    | 7          |      |
| 17       | Motozintla                 | 11         |      |
| 18       | Tapachula                  | 7          |      |
| 19       | Tapachula                  | 1          |      |
| 20       | Las Margaritas             | 4          |      |
| 21       | Venustiano Carranza        | 8          |      |
| 22       | Chamula                    | 4          |      |
| 23       | Villaflores                | 4          |      |
| 24       | Chilón                     | 4          |      |

## Candidaturas y coaliciones

### Fuerza y Corazón por Chiapas
El 23 de enero de 2024 se registró la coalición «Fuerza y Corazón por Chiapas», integrada por el Partido Acción Nacional (PAN), el Partido Revolucionario Institucional (PRI) y el Partido de la Revolución Democrática (PRD). El 5 de febrero de 2024 la alianza registró como su candidata para la gubernatura a la diputada federal Olga Luz Espinosa Morales, militante del PRD.

### Sigamos Haciendo Historia
El 20 de enero de 2024 se registró la coalición «Sigamos Haciendo Historia», integrada por el partido Movimiento Regeneración Nacional (Morena), el Partido del Trabajo (PT), el Partido Verde Ecologista de México (PVEM), el Partido Encuentro Solidario de Chiapas (PES), el partido Redes Sociales Progresistas de Chiapas (RSP), el Partido Chiapas Unido y el partido Podemos Mover a Chiapas. En marzo de 2024 se incorporaron a la coalición el partido Fuerza por México Chiapas y el Partido Popular Chiapaneco (PPCH) luego de que el Tribunal Electoral del Poder Judicial de la Federación le devolviera el registro a ambos partidos, que habían sido disueltos tras las elecciones de 2021. La coalición decidió postular como gobernador al candidato designado por Morena.
En septiembre de 2023 el partido Movimiento Regeneración Nacional anunció el inicio de su proceso de selección para candidato a gobernador, al cual se registraron 49 interesados. El partido definió seleccionar a cuatro personas a través de su comité estatal y a otras tres mediante su comité nacional. Ambos organismos debían postular igual número de hombres y de mujeres. El 14 de octubre el partido designó como finalistas a Eduardo Ramírez Aguilar y Sasil de León Villard, senadores del Congreso de la Unión; José Antonio Aguilar Castillejos, delegado de programas para el desarrollo en Chiapas; Carlos Orsoe Morales Vázquez, presidente municipal de Tuxtla Gutiérrez; José Manuel Cruz, secretario de salud de Chiapas; Patricia Armendáriz; diputada del Congreso de la Unión y Rosa Irene Urbina, presidente municipal de Tapachula.
La coalición designó a su candidato mediante una encuesta. Inicialmente sus resultados iban a ser publicados el 30 de octubre, pero el comité nacional del partido decidió postergar el anuncio hasta el 10 de noviembre. El 11 de noviembre el partido anunció al senador Eduardo Ramírez Aguilar como su candidato a gobernador.

### Movimiento Ciudadano
El partido Movimiento Ciudadano (MC) decidió no conformar ninguna coalición para postularse a las elecciones estatales. El 19 de marzo de 2024, el partido registró como su candidata para la gubernatura a Karla Irasema Muñoz Balanzár, licenciada en enfermería.

## Encuestas

### Por partido político
| Encuestadora          | Fecha                    | Muestra |       |       |      |      |      |       | Otros | N/NS/NC | MDE   |
| --------------------- | ------------------------ | ------- | ----- | ----- | ---- | ---- | ---- | ----- | ----- | ------- | ----- |
| Encuestadora          | Fecha                    | Muestra |       |       |      |      |      |       | Otros | N/NS/NC | MDE   |
| Rubrum                | 2 de agosto de 2022      | 1000    | 11.8% | 11.0% | 3.5% | 3.1% | 2.8% | 49.1% | 5.1%  | 13.6%   | ±3.8% |
| Gii360                | 9 de agosto de 2022      | 600     | 4%    | 5%    | —    | —    | —    | 43%   | 2%    | 46%     | ±3.9% |
| Campaigns & Elections | 31 de agosto de 2022     | 400     | 19%   | 7%    | 1%   | 10%  | 0%   | 56%   | 7%    | —       | ±4.9% |
| TREsearch             | 1 de septiembre de 2022  | 1000    | 12.5% | 11.5% | —    | 0.8% | 2.0% | 46.7% | 4.7%  | 21.8%   | —     |
| Rubrum                | 8 de septiembre de 2022  | 1000    | 11.9% | 10.5% | 3.4% | 3.0% | 3.0% | 48.7% | 4.9%  | 14.6%   | ±3.8% |
| Demoscopia digital    | 15 de septiembre de 2022 | 1000    | 6.8%  | 10.9% | 1.1% | 5.8% | 6.1% | 40.3% | 9.3%  | 19.7%   | ±3.8% |
| Massive Caller        | 18 de septiembre de 2022 | 1000    | 6.5%  | 7.7%  | —    | —    | —    | 53.5% | 10.5% | 21.8%   | ±3.4% |
| Campaigns & Elections | 20 de septiembre de 2022 | 400     | 17%   | 6%    | 2%   | 7%   | 0%   | 58%   | 10%   | —       | ±4.9% |
| Rubrum                | 10 de octubre de 2022    | 1000    | 11.5% | 8.1%  | 3.3% | 3.8% | 2.5% | 51.3% | 4.1%  | 15.4%   | ±3.9% |
| Campaigns & Elections | 11 de octubre de 2022    | 400     | 9%    | 15%   | 4%   | 7%   | 6%   | 48%   | 11%   | —       | ±4.9% |
| Demoscopia digital    | 20 de octubre de 2022    | 1000    | 5.4%  | 12.8% | 4.8% | 1.9% | 5.4% | 41.9% | 9.0%  | 18.8%   | ±3.9% |
| TREsearch             | 1 de noviembre de 2022   | 1000    | 10.4% | 9.3%  | 1.0% | —    | 2.6% | 43.7% | 8.7%  | 24.3%   | ±3.9% |
| Rubrum                | 2 de diciembre de 2022   | 1000    | 13.5% | 7.5%  | 3.0% | 4.2% | 2.1% | 49.0% | 6.0%  | 14.7%   | ±3.8% |
| Grupo Impacto         | 1 de febrero de 2023     | 600     | 10%   | 5%    | 1%   | 2%   | 1%   | 63%   | 2%    | 12%     | ±3.8% |
| Campaigns & Elections | 1 de marzo de 2023       | 400     | 6%    | 9%    | 2%   | 5%   | 4%   | 49%   | —     | 25%     | ±4.9% |
| Campaigns & Elections | 27 de abril de 2023      | 400     | 9%    | 7%    | 2%   | 4%   | 6%   | 51%   | —     | 21%     | ±4.9% |

### Por candidato
| Encuestadora          | Fecha                   | Muestra | Espinoza | Ramírez | Muñoz | O/N/NS/NC | MDE   |
| --------------------- | ----------------------- | ------- | -------- | ------- | ----- | --------- | ----- |
| Encuestadora          | Fecha                   | Muestra |          |         |       | O/N/NS/NC | MDE   |
| Electoralia           | 15 de febrero de 2024   | 1000    | 26.2%    | 61.8%   | —     | 12.0%     | ±3.5% |
| Campaigns & Elections | 19 de febrero de 2024   | 400     | 24%      | 53%     | —     | 23%       | ±4.9% |
| Demoscopia digital    | 24 de febrero de 2024   | 1000    | 17.9%    | 51.1%   | —     | 30.0%     | ±3.8% |
| Electoralia           | 5 de marzo de 2024      | 1000    | 26.3%    | 63.1%   | —     | 10.6%     | ±3.5% |
| Rubrum                | 12 de marzo de 2024     | 1000    | 11.7%    | 53.6%   | —     | 34.7%     | ±3.8% |
| Gobernarte            | 23 de marzo de 2024     | 1000    | 21%      | 49%     | —     | 30%       | ±3.8% |
| Campaigns & Elections | 1 de abril de 2024      | 400     | 23%      | 53%     | —     | 24%       | ±4.9% |
| Rubrum                | 2 de abril de 2024      | 1000    | 12.9%    | 53.5%   | 6.7%  | 26.9%     | ±3.8% |
| Demoscopia digital    | 2 de abril de 2024      | 1000    | 20.1%    | 52.6%   | 4.7%  | 22.6%     | ±3.8% |
| Electoralia           | 5 de abril de 2024      | 1000    | 26.5%    | 62.1%   | 6.9%  | 4.5%      | ±3.5% |
| Campaigns & Elections | 30 de abril de 2024     | 400     | 26%      | 55%     | —     | 19%       | ±4.9% |
| La Encuesta MX        | 2 de mayo de 2024       | 1000    | 25.9%    | 60.9%   | 9.5%  | 3.7%      | ±3.5% |
| Demoscopia digital    | 6 de mayo de 2024       | 1000    | 22.3%    | 53.9%   | 4.5%  | 19.3%     | ±3.8% |
| Massive Caller        | 8 de mayo de 2024       | 1000    | 27.2%    | 48.2%   | 6.8%  | 17.8%     | ±3.4% |
| La Encuesta MX        | 13 a 15 de mayo de 2024 | 1000    | 26.9%    | 61.7%   | 8.1%  | 3.3%      | ±3.5% |
| Massive Caller        | 16 de mayo de 2024      | 1000    | 29.2%    | 48.5%   | 6.8%  | 15.5%     | ±3.4% |
| Massive Caller        | 22 de mayo de 2024      | 1000    | 34.7%    | 55.2%   | 10.1% | —         | ±3.4% |
| Campaigns & Elections | 28 de mayo de 2024      | 400     | 27%      | 56%     | 8%    | 9%        | ±4.9% |
| La Encuesta MX        | 29 de mayo de 2024      | 1000    | 29.1%    | 59.9%   | 7.8%  | 3.2%      | ±3.5% |
| Massive Caller        | 29 de mayo de 2024      | 1000    | 32.7%    | 56.2%   | 11.1% | —         | ±3.4% |

## Resultados

### Gubernatura
|  | 41.65 % |

|  | 79.29 % |

|  | 20.09 % |

|  | 10.63 % |

|  | 3.53 % |

|  | 2.61 % |

|  | 2.35 % |

|  | 1.45 % |

|  | 0.67 % |

|  | 0.53 % |

|  | 7.67 % |

|  | 12.06 % |

|  | 3.70 % |

|  | 1.34 % |

|  | 3.60 % |

|  | 5.04 % |

|  | 100 % |

### Diputados estatales
|  | 36.71 % |

|  | 18.12 % |

|  | 9.96 % |

|  | 8.69 % |

|  | 5.01 % |

|  | 4.05 % |

|  | 3.29 % |

|  | 2.14 % |

|  | 2.07 % |

|  | 1.37 % |

|  | 1.28 % |

|  | 0.58 % |

|  | 0.44 % |

|  | 6.03 % |

|  | 100 % |

### Ayuntamientos
|  | 32.61 % |

|  | 22.17 % |

|  | 12.85 % |

|  | 6.35 % |

|  | 5.68 % |

|  | 3.87 % |

|  | 2.67 % |

|  | 2.54 % |

|  | 2.53 % |

|  | 1.93 % |

|  | 0.96 % |

|  | 0.47 % |

|  | 0.33 % |

|  | 0.17 % |

|  | 95.22 % |

|  | 4.78 % |